# Lorenzo Tonelli
Lorenzo Tonelli (* 17. Januar 1990 in Florenz) ist ein ehemaliger italienischer Fußballspieler und heutiger Fußballtrainer. Der Abwehrspieler beendete im Sommer 2024 seine aktive Karriere bei seinem ehemaligen Jugendverein FC Empoli. Zudem spielte er während seiner Laufbahn für die SSC Neapel und Sampdoria Genua.

## Karriere

### Im Verein
Tonellis Karriere begann im Jahr 2000 in der Jugend des FC Empoli, die er bis zu Ende seiner Juniorenzeit 2010 durchlief. Zur Saison 2010/11 wurde er in den Kader Empolis übernommen. Seine erste Partie für die Profis absolvierte er am 5. September 2010 in der Serie B beim 0:0-Unentschieden gegen die AS Varese 1910. In seiner Debütsaison kam Tonelli auf 16 Einsätze in der Liga und einem in der Coppa Italia. In der Folgesaison, in der Empoli den Klassenerhalt erst in den Abstiegsspielen erreichte, bestritt er erneut 16 Ligaspiele sowie drei Pokalpartien. In der Spielzeit 2012/13 schaffte Tonelli unter dem neuen Trainer Maurizio Sarri den Sprung zum Stammspieler und absolvierte 40 von 42 Ligapartien. Der Verein erreichte als Vierter die Aufstiegs-Play-Offs, scheiterte jedoch an der AS Livorno. Der Aufstieg in die Serie A gelang Tonelli und der Mannschaft ein Jahr später, als man die Saison 2013/14 auf dem zweiten Platz hinter Meister US Palermo abschließen konnte.
Sein erstes Spiel in der Serie A absolvierte Tonelli am 31. August 2014 bei der 0:2-Niederlage gegen Udinese Calcio. Empoli konnte die Spielzeit 2014/15 auf dem 15. Platz abschließen und sicherte sich somit den Klassenerhalt, zu dem Tonelli fünf Treffer in 28 Spielen zusteuerte. Obwohl Erfolgstrainer Maurizio Sarri den Verein verließ und zum SSC Neapel wechselte konnte sich die Mannschaft im Folgejahr weiter in der Serie A etablieren. Unter Sarris Nachfolger Marco Giampaolo erreichte man den zehnten Tabellenplatz. Tonelli bestritt 26 Partien und erzielte zwei Tore.
Im Mai 2016 lotste Maurizio Sarri seinen ehemaligen Schützling Tonelli zum SSC Neapel, der bei den Partenopei einen Vierjahresvertrag zum 1. Juli unterschrieb und etwa zehn Millionen Euro Ablöse kostete. Dort kam er jedoch nur zu sporadischen Einsätzen und wurde daher zur Saison 2018/19 an Sampdoria Genua verliehen. Als er im Folgejahr nach Neapel zurückkehrte, absolvierte er kein weiteres Spiel mehr für den Verein und wechselte im Sommer 2020 fest zu Sampdoria Genua. 2021 folgte Tonellis Rückkehr zum FC Empoli, er unterschrieb bei seinem Jugendverein einen Vertrag bis 2024. Nach Auslaufen seines Vertrags beendete er seine aktive Karriere.

### In der Nationalmannschaft
Tonelli absolvierte 2006 drei Spiele für die italienische U-16-Junioren-Nationalmannschaft. Vier Jahre später kam er unter Ciro Ferrara zu einem Einsatz für die U-21-Nationalmannschaft: Im Freundschaftsspiel gegen die Türkei am 17. November 2010 wurde er für Giulio Donati eingewechselt.
Im Mai 2016 berief Nationaltrainer Antonio Conte Tonelli in den Kader für das erste Trainingslager, dass der Nationalmannschaft als Vorbereitung auf die Europameisterschaft in Frankreich diente. Er wurde jedoch nicht in den 30-köpfigen vorläufigen Kader berufen und seitdem nicht weiter berücksichtigt. Im Oktober 2018 wurde Tonelli nochmals von Roberto Mancini nominiert, blieb allerdings ohne Einsatz. Seitdem wurde er nicht mehr berücksichtigt.

## Erfolge
- Aufstieg in die Serie A: 2013/14

## Verweise